# Renardo Schlegelmilch
Renardo Schlegelmilch (* 1988) ist ein deutscher Journalist mit dem Schwerpunkt Kirche und Gesellschaft. Seit dem 1. September 2024 ist er Chefredakteur des katholischen Multimediasenders DOMRADIO.DE.

## Leben
Schlegelmilch studierte Medienkommunikation und Journalismus und absolvierte sein Volontariat an der katholischen Journalistenschule ifp in München. Seit 2008 ist er in verschiedenen Funktionen für DOMRADIO.DE tätig. Als freier Journalist und Reporter arbeitete er mehrere Jahre unter anderem für den Deutschlandfunk und die Deutsche Presse-Agentur. 2017 veröffentlichte er das Buch If you believe – Religion in Rock- und Popmusik im Echter Verlag.
Seine Expertise liegt in den Bereichen Kirchenpolitik und Internationales. Er berichtet regelmäßig aus dem Vatikan und begleitet die Debatten um die Reformen der Weltsynode und des Synodalen Weges. Zudem berichtet er für ausländische Medien über die Kirche in Deutschland, unter anderem für den "National Catholic Reporter" aus den USA.